# Ngỗng Cotton Patch
Ngỗng Cotton Patch là một giống ngỗng nhà có nguồn gốc ở miền Nam Hoa Kỳ. Nó được đặt tên như vậy vì nó thường được sử dụng để dọn dẹp cỏ hoang, bảo vệ các cánh đồng bông, ngô và các loại cây trồng khác.

## Lịch sử
Cho đến những năm 1950, ngỗng Cotton Patch đã được nuôi hường xuyên trên các trang trại và trang trại ở miền Nam nông thôn làm gia cầm đa năng được sử dụng để làm cỏ, cho thịt, trứng, lông tơ và làm giống. Việc chăn thả của chúng giữ cho các cánh đồng không bị ô nhiễm và cỏ dại khác, trong khi để lại mùa màng không bị hấn gì và giảm lượng lao động thủ công cần thiết. Sau giữa thế kỷ 20, thuốc diệt cỏ gần như hoàn toàn thay thế cỏ dại trên các trang trại của Mỹ, và số lượng ngỗng giống này suy giảm dần. Vấn đề này coi là cực kỳ nguy cấp bởi Bảo tồn giống vật nuôi Mỹ, Hiệp hội bảo tồn gia cầm cổ, và Hiệp hội gia cầm Mỹ, nó đã biến mất phần lớn từ các trang trại miền Nam Hoa Kỳ, nơi giống ngỗng đã từng phổ biến. Nó cũng được đưa vào Hòm khẩu vị Hoa Kỳ của tổ chức Slow Food, là danh mục các loại thực phẩm di sản có nguy cơ bị tuyệt chủng.

## Đặc điểm
Ngỗng Cotton Patch đặc biệt thích nghi tốt với khí hậu của miền đông nam nước Mỹ và chống chịu nhiệt tốt hơn. Giống ngỗng này có thân hình mảnh khảnh hơn trong cơ thể so với hầu hết ngỗng nhà và có khả năng bay tương đối tốt vào tuổi trưởng thành. Chúng có trọng lượng từ 3.6 đến 4.5 kg đối với ngỗng cái và trong khoảng từ 4 đến 5.5 kg cho đối với ngỗng đực.